# محمد علي (لاعب كرة قدم مواليد 2001)
محمد علي حسين عبد الله العبيدي (مواليد 24 يناير 2001، لاعب كرة قدم إماراتي يجيد اللعب كظهير أيسر يلعب مع نادي الوحدة الإماراتي.